# ماساهیرو ایتو
ماساهیرو ایتو (زادهٔ سال ۱۹۷۲) طراح ژاپنی بازی‌های رایانه‌ای است که به دلیل همکاری با تیم سایلنت در ساخت سری بازی سایلنت هیل معروف است.

## زندگی‌نامه
ایتو در رشتهٔ هنر در دانشکدهٔ تاما در ژاپن فارغ‌التحصیل شده‌است و در سال ۱۹۹۷ به شرکت کونامی پیوست و به دنبال آن به عنوان طراح در تیم سایلنت برای ساخت بازی سایلنت هیل انتخاب شد و بعد از ان در سایلنت هیل ۲ و سایلنت هیل ۳ به عنوان کارگردان هنری و طراح موجودات ایفای نقش کرده‌است. هنگامی که تیم سایلنت منحل شد، در سایلنت هیل ۴ از او در تیتراژ پایانی بازی با عنوان «تشکر ویژه» یاد شد. او در همکاری کوچکی در سال‌های ۲۰۰۸ و ۲۰۱۲ جلد هنری نسخهٔ ژاپنی سایلنت هیل: بازگشت به خانه و سایلنت هیل: رگبار را طراحی کرد. از معروف‌ترین طراحی او می‌توان به موجود «کله هرمی» در سایلنت هیل ۲ اشاره کرد.
ایتو همچنان دارای یک وب سایت استکه در ان کارهای هنری خود را که در مورد سایلنت هیل است به نمایش می‌گذارد.